# Черенковљев ефекат
Черенковљев ефекат или Черенковљево зрачење или Черенков-Вавиловљев ефекат је појава видљивог зрачења приликом пролетања наелектрисане честице кроз изолатор брзином која је већа од брзине светлости у тој средини. Карактеристично плаво светљење у нуклеарном реактору потиче од Черенковљевог зрачења. Ефекат је добио име по руском физичару Павелу Черенкову који га је први детаљно описао и за то добио Нобелову награду за физику 1958. године.

## Физичко порекло
Према специјалној теорији релативности, брзина светлости у вакууму је универзална константа (c) док у материјалној средини може бити знатно мања од c што се најочигледније испољава преко индекса преламања. На пример, брзина светлости у води је свега око 0,75 c. У нуклеарним реакцијама или убрзивачима (акцелераторима) честица материјалне честице могу достићи брзине много веће од брзине светлости у материји. Черенковљево зрачење се јавља када наелетрисана честица, најчешће електрон, достигне у некој диелектричној средини (електричном изолатору) брзину већу од брзине светлости у тој истој средини. 
При проласку кроз материјалну средину наелетрисана честица на својој путањи ремети локална елетромагнетна поља. Тај поремећај избацује из равнотежних положаја све присутне електроне и поларизује атоме и молекуле. У изолатору, побуђени електрони осцилују око својих равнотежних положаја у које се враћају емитујући фотоне. Под обичним условима долази до деструктивне интерференције, дакле фотони једни другима сметају и укупан је ефекат да, споља гледано, нема никаквог зрачења. Међутим, када се поремећај поља кроз средину креће брже од фотона онда долази до конструктивне интерфернције, дакле, до слагања локалних зрака због чега долази до емитовања зрачења у околину.
Ово је врло слично звучном удару при пробијању звучног зида. Звучни таласи које емитује извор који се креће надзвучном брзином накупљају се пред извором образујући ударни талас па до посматрача сви ти таласи допру истовремено што се испољава као прасак. Слично и испред моторног чамца настаје велики талас јер се креће много већом брзином од брзине самих таласа. Тако и наелетрисана честица која се креће надсветлосном брзином, испред себе образује фотонски ударни талас.
На слици v је брзина честице (црвена стрелица), β је ,  је индекс преламања средине. Плаве стрелице представљају фотоне.
Дакле, у потпуној аналогији са кретањем моторног чамца по води, светлост се емитује под извесним углом у односу на правац кретања честице а угао скретања је тим већи што је већа релативна брзина честице у односу на брзину светлости у датој средини:
{\displaystyle \cos \theta ={\frac {1}{n\beta }}}.

## Особине зрачења
Интуитивно, укупни интензитет Черенковљевог зрачења је пропорционалан брзини наелектрисаних честица и њиховом броју. Попут закочног, спектар Черенковљевог зрачења је непрекидан (континуалан). Релативни интензитети су пропорционални фреквенцији, дакле, већег интензитета је зрачење мање таласне дужине. Због тога је Черенковљево зрачење у видљивом делу спектра интензивно плаво. У ствари, највећи део Черенковљевог зрачења емитује се у ултраљубичастом делу спектра. 
Постоји гранична фреквенција изнад које горња једначина не може да буде задовољена пошто индекс преламања зависи од фреквенције (стога и од таласне дужине зрачења).

## Употреба
Черенковљево зрачење се користи за детекцију наелеkтрисаних честица високе енергије. Постоји мноштво метода мерења заснованих на овом зрачењу од тестирања истрошености нуклеарног горива до детекције неутрина.